# Gerwazy z Tilbury
Gerwazy z Tilbury (ur. ok. 1150 — zm. ok. 1235) – ksiądz katolicki, pochodzący z Anglii, nauczał prawa kanonicznego w Bolonii. Pełnił służbę na dworach królewskich na Sycylii i we Francji. 
Napisał dla cesarza Ottona IV ok. 1212 "Otia imperialia" (łac. Odpoczynek cesarski), zbiór rozmaitych prac dotyczący historii i geografii Anglii oraz krajów europejskich. W popularnym w Średniowieczu dziele zajmował się także Polską, wymienił nazwę kraju, pochodzenie nazwy, przedstawił ówczesną wiedzę nt. geografii, obyczajów i historii ziem polskich oraz podziału Kościoła polskiego na diecezje. 
Wierzył w magiczną moc różnych klejnotów. Powoływał się przy tym na twierdzenie, że cudowne właściwości różnych kamieni szlachetnych, jako pierwszy, zauważył Salomon.